# Новоіванівська сільська рада (Баштанський район)
Новоіва́нівська сільська́ ра́да — адміністративно-територіальна одиниця та орган місцевого самоврядування в Баштанському районі Миколаївської області. Адміністративний центр — село Новоіванівка.

## Загальні відомості
- Населення ради: 860 осіб (станом на 2001 рік)

## Населені пункти
Сільській раді підпорядковані населені пункти:
- с. Новоіванівка
- с. Київське
- с. Старосолдатське

## Склад ради
Рада складається з 16 депутатів та голови.
- Голова ради: Маліновський Олександр Іванович
- Секретар ради: Кривенко Олена Антонівна

### Керівний склад попередніх скликань
| Прізвище, ім'я, по батькові     | Основні відомості                                                                                          | Дата обрання | Дата звільнення |
| ------------------------------- | --- | ------------ | --------------- |
| Маліновський Олександр Іванович | Сільський голова, 1952 року народження, освіта вища, член Соціал-демократичної партії України (об'єднаної) | 26.03.2006   | 31.10.2010      |
| Маліновський Олександр Іванович | Сільський голова, 1952 року народження, освіта вища, член Партії регіонів                                  | 31.10.2010   |                 |

Примітка: таблиця складена за даними сайту Верховної Ради України

### Депутати
За результатами місцевих виборів 2010 року депутатами ради стали:

#### За суб'єктами висування
| Суб'єкт висування                                       | Кількість обраних депутатів | %    |
| ------------------------------------------------------- | --------------------------- | ---- |
| Партія регіонів                                         | 13                          | 81,3 |
| Політична партія Всеукраїнське об'єднання «Батьківщина» | 1                           | 6,3  |
| Політична партія «Наша Україна»                         | 1                           | 6,3  |
| Самовисування                                           | 1                           | 6,3  |

#### За округами
| № округу                                                | Прізвище, ім'я, по батькові         | Дата визнання обраним | Освіта  | Партійна приналежність                        | Відомості про обраного депутата                                 |
| ------------------------------------------------------- | ----------------------------------- | --------------------- | ------- | --------------------------------------------- | --------------------------------------------------------------- |
| Партія регіонів                                         |                                     |                       |         |                                               |                                                                 |
| 1                                                       | Васильченко Анатолій Миколайович    | 03.11.2010            | середня | позапартійний                                 | тимчасово не працює                                             |
| 3                                                       | Молодецький Павло Іванович          | 03.11.2010            | середня | позапартійний                                 | приватний підприємець                                           |
| 4                                                       | Кривенко Олена Антонівна            | 03.11.2010            | вища    | позапартійна                                  | Новоіванівська сільська рада, секретар                          |
| 5                                                       | Кривенко Володимир Миколайович      | 03.11.2010            | середня | позапартійний                                 | тимчасово не працює                                             |
| 6                                                       | Вовченко Ігор Михайлович            | 03.11.2010            | середня | позапартійний                                 | Новоіванівська загальноосвітня школа, охоронець                 |
| 9                                                       | Хобзей Микола Степанович            | 03.11.2010            | вища    | позапартійний                                 | Новоіванівська загальноосвітня школа, директор                  |
| 10                                                      | Серак Алла Миколаївна               | 03.11.2010            | середня | позапартійна                                  | Будинок культури, художній керівник                             |
| 11                                                      | Панасюк Ганна Миколаївна            | 03.11.2010            | середня | позапартійна                                  | Новоіванівський дошкільний навчальний заклад, вихователь        |
| 12                                                      | Гончарова Світлана Миколаївна       | 03.11.2010            | середня | член Партії регіонів                          | Новоіванівська сільська рада, фахівець з соціальної роботи      |
| 13                                                      | Подопригора Галина Леонтіївна       | 03.11.2010            | середня | позапартійна                                  | Новоіванівський відділ зв'язку, завідувачка                     |
| 14                                                      | Гробовенко Наталія Іванівна         | 03.11.2010            | середня | член Партії регіонів                          | тимчасово не працює                                             |
| 15                                                      | Скуртул Валентин Леонідович         | 03.11.2010            | вища    | член Партії регіонів                          | Новоіванівська сільська рада, інспектор                         |
| 16                                                      | Садовська Ніна Миколаївна           | 03.11.2010            | середня | позапартійна                                  | ЗАТ"Баштанський сирзавод", інспектор                            |
| Політична партія Всеукраїнське об'єднання «Батьківщина» |                                     |                       |         |                                               |                                                                 |
| 2                                                       | Мальцева Наталія Миколаївна         | 03.11.2010            | вища    | член Всеукраїнського об'єднання «Батьківщина» | Новоіванівська загальноосвітня школа, вчитель початкових класів |
| Політична партія «Наша Україна»                         |                                     |                       |         |                                               |                                                                 |
| 8                                                       | Куликовський Валентин Володимирович | 03.11.2010            | вища    | член Політичної партії «Наша Україна»         | Новоіванівська загальноосвітня школа, вчитель                   |
| Самовисування                                           |                                     |                       |         |                                               |                                                                 |
| 7                                                       | Ляшенко Іван Олександрович          | 03.11.2010            | середня | член Політичної партії «Наша Україна»         | тимчасово не працює                                             |

## Населення
Згідно з переписом УРСР 1989 року чисельність наявного населення сільської ради становила 891 особа, з яких 398 чоловіків та 493 жінки.
За переписом населення України 2001 року в сільській раді мешкали 863 особи.

### Мова
Розподіл населення за рідною мовою за даними перепису 2001 року:
| Мова       | Відсоток |
| ---------- | -------- |
| українська | 91,16 %  |
| російська  | 6,28 %   |
| молдовська | 1,86 %   |
| білоруська | 0,35 %   |
| болгарська | 0,12 %   |
| вірменська | 0,12 %   |